# مسجد سید علی‌آقا
مسجدسید علی آقا مربوط به دوره قاجار است و در تبریز، خیابان دارائی، میدان صاحب‌الامر، بازارچه شتربان واقع شده و این اثر در تاریخ ۵ تیر ۱۳۸۴ با شمارهٔ ثبت ۱۱۹۸۱ به‌عنوان یکی از آثار ملی ایران به ثبت رسیده است.